# Goldbergturm (Sindelfingen)

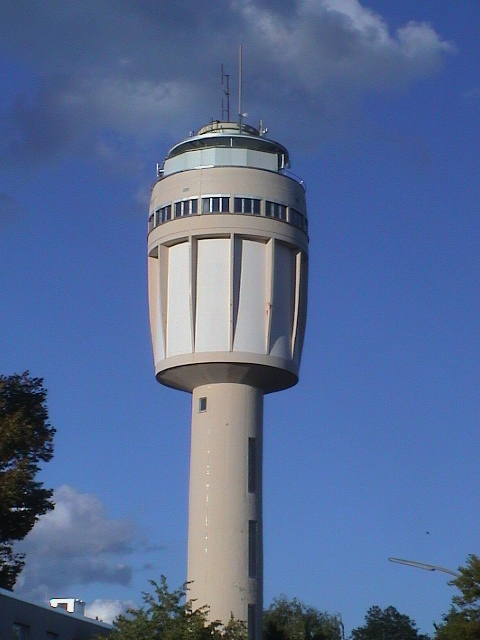
Goldbergturm

Goldbergturm ist die Bezeichnung für den 51 Meter hohen Wasserturm auf dem Goldberg in Sindelfingen. Der Goldbergturm wurde 1963 gebaut. Er besaß in seinem Korb neben dem Wasserbehälter bis in die 1990er Jahre ein Restaurant, von dem aus eine Treppe zur überdachten, unverglasten Aussichtsplattform führte. Heute befindet sich auf der Plattform eine Anzahl von Funk- und Fernmeldeeinrichtungen.
Der Goldbergturm wurde zwischen 2016 und 2017 restauriert.